# Manuel Francisco Xavier
O capitão-mor Manoel Francisco Xavier foi um fazendeiro brasileiro. Nas suas fazendas ocorreu a revolta de Manuel Congo, a maior revolta de escravos do vale do rio Paraíba do Sul.

## Biografia
Nasceu na Ilha do Faial, Açores, filho de Felipe José Xavier e Mariana Rosa da Trindade. Diziam que era parente de Joaquim José da Silva Xavier, o Tiradentes.
Casou em 4 de setembro de 1804 com Francisca Elisa Xavier, que depois de sua morte foi agraciada com o título de baronesa da Soledade, a única do nome. Não teve filhos com sua esposa, entretanto acolheu diversas crianças que foram abandonadas em suas fazendas. Ao que se contava na época, estas crianças eram seus filhos, mas com outras mulheres. Foram estes filhos adotivos que herdaram os bens de sua viúva.
Tornou-se um rico proprietário que possuía três fazendas em Paty do Alferes: Freguesia (atual Aldeia de Arcozelo), Maravilha e Santa Tereza, além do sítio da Cachoeira. O inventário de seus bens deixados em herança, feito em 1840, dois anos depois da revolta de Manuel Congo, relaciona 449 escravos, dos quais 85% eram homens e 80% eram africanos.
Os testemunhos da época contam que era uma pessoa extremamente irascível e que teve muitos conflitos judiciais com vizinhos. Entrou em disputa política com o sargento-mor, depois padre, Inácio de Sousa Vernek, que tinha herdado e fora residir na fazenda Piedade. A briga familiar, que durou até 1824, fez com que vários colonos deixassem a região.
Em 1816, o ouvidor da comarca do Rio de Janeiro decidiu criar uma nova vila no interior ainda pouco ocupado entre as Minas Gerais e a então sede do reino. Para isto, escolheu erigir a freguesia de Nossa Senhora da Conceição da Roça do Alferes em vila, pois era o local de convergência de estradas que vinham das Minas Gerais. Manuel Francisco Xavier opôs-se, pois a sede da vila ficaria em suas terras e muito próxima do seu engenho de açúcar, mas ofereceu um outro local, além da quantia de 1:000$000 réis (um conto de réis) para auxiliar a construção da igreja matriz. O ouvidor da comarca de Angra dos Reis da Ilha Grande forçou a criação da nova vila na Roça do Alferes porque era o local mais central e apropriado. Apesar disto, ainda foi nomeado capitão-mor das ordenanças da nova vila de Nossa Senhora da Conceição do Alferes.
Em 1838, o escravos de suas fazendas Freguesia e Maravilha se revoltaram, fugiram em massa e atraíram os cativos de outras fazendas próximas. A rebelião de Manuel Congo espalhou o medo em toda a região dos municípios de Vassouras, Valença e Paraíba do Sul, que então vivia um grande crescimento econômico com as plantações de café. Cinco dias depois do início da fuga em massa, houve um combate com os escravos fugitivos e, quase todos foram recapturados. Dezesseis escravos de Manuel Francisco Xavier foram julgados e Manuel Congo foi enforcado.
O coronel Francisco Peixoto de Lacerda Vernek, que comandou a repressão da revolta de Manuel Congo, escreveu na época, vários memorandos ao presidente da província do Rio de Janeiro. Em um deles, explica as causas da revolta em curso escrevendo: "há muito tempo que se receava o que hoje acontece, por fatos que se têm observado entre esta escravatura" (...) "homens brancos, feitores e capatazes, foram espancados e até assassinados pelos escravos" (...) ""escravos foram castigados até morrer" (...) [ocorrem] "iniqüidades, falta de ordem e falta de pulso". Segundo Francisco Peixoto de Lacerda Vernek, o capitão-mor não sabia tratar seus escravos, sendo às vezes muito leniente, outras extremamente severo.
Foi um dos beneméritos da construção da igreja matriz de Paty do Alferes, onde ainda pode ser visto o seu retrato na Galeria dos Fundadores.

## Ver Também
- Aldeia de Arcozelo
- Francisca Elisa Xavier, primeira baronesa da Soledade
- Manuel Congo
- Paty do Alferes